# 荨麻白粉菌
荨麻白粉菌（学名：Erysiphe urticae）是属于白粉菌目白粉菌科白粉菌属的一种真菌，寄生在荨麻科植物上。该种分布于中国、波兰、罗马尼亚、意大利、瑞士、瑞典等地。